# Ушаков, Юрий Сергеевич
Юрий Сергеевич Ушаков (1928—1996) — доктор архитектуры, профессор, лауреат Государственной премии РСФСР по архитектуре, исследователь деревянного зодчества Русского Севера, художник-график.

## Биография
В 1933 году семья переехала в Ленинград. В 1941 году эвакуирован из блокадного Ленинграда в Омск.
В 1945 году поступил в Ленинградский инженерно-строительный институт. На старших курсах возглавлял студенческое научное общество архитектурного факультета.
После окончания в 1950 году факультета архитектуры Ленинградского инженерно-строительного института (мастерская профессора А. А. Оля) работал во Всесоюзном проектном и научно-исследовательском институте комплексной энергетической технологии (ВНИПИЭТ) в творческой мастерской главного архитектора И. Б. Орлова.
За работу по архитектурно-планировочному решению Новосибирского академгородка СО АН СССР в составе авторского коллектива Ушакову была присуждена Государственная премия РСФСР в области архитектуры в 1967 году.
В 1970—1996 годах преподавал в Ленинградском инженерно-строительном институте: доцент кафедры проектирования (1970—1972), заведующий кафедрой истории и теории архитектуры с 1972 года. Доктор архитектуры (1983), профессор (1987).
Руководил Комиссией истории архитектуры и охраны памятников Ленинградского отделения Союза архитекторов. Являлся организатором и участником около тридцати экспедиций по изучению и обследованию памятников деревянного зодчества Русского Севера и древнерусского монументального зодчества.
Занимался иллюстрированием своих книг и учебников. Созданные Ушаковым в ходе экспедиций в 1950—1970 годы зарисовки пером, акварелью и гуашью выставлялись на персональных выставках в Государственном музее архитектуры имени А. В. Щусева в Москве (2006) и в Музее «Кижи» (Петрозаводск, 2005).

## Научные труды
Автор 35 научных трудов, в том числе пяти монографий, учебника (в соавторстве):
- Ушаков Ю. С. Деревянное зодчество русского Севера: (Народные традиции и современные проблемы). — Л.: (О-во «Знание» РСФСР. Ленингр. организация), 1974. — 32 с.
- Мильчик М. И., Ушаков Ю. С. Деревянная архитектура русского Севера: Страницы истории. — Л.: Стройиздат. Ленингр. отд-ние, 1980. — 128 с.
- Ушаков Ю. С. Ансамбль в народном зодчестве русского Севера. — Л.: Стройиздат. Ленингр. отд-ние, 1982. — 168 с.
- Пилявский В. И., Тиц А. А., Ушаков Ю. С. История русской архитектуры: Учеб. для архит. спец. вузов. — Л.: Стройиздат. Ленингр. отд-ние, 1984. — 512 с.

## Семья
Жена — Москаленко Ярослава Евгеньевна (1925—2014) — архитектор, проектировщик.